# 弗雷德·迪尤特
弗雷德·霍默·迪尤特（英語：Fred Homer Diute，1929年1月9日—2004年7月19日），美国NBA联盟前职业篮球运动员。他在1951年的NBA选秀中第3轮第27顺位被罗切斯特皇家选中。